# Batalla de Constantí
La batalla de Constantí en 1641 fue uno de los episodios del Sitio de Tarragona, durante la sublevación de Cataluña.

## Antecedentes
En la primavera de 1640, Francesc de Tamarit fue encarcelado acusado de no facilitar alojamientos a las levas acuarteladas en Cataluña. El 22 de mayo, los campesinos sublevados entraron en Barcelona y lo pusieron en libertad. El 7 de junio del mismo año, en el Corpus de Sangre, grupos de segadores entraron de nuevo en la ciudad y asesinaron al virrey de Cataluña Dalmau III de Queralt.
En septiembre, el ejército de Felipe IV de España, comandado por Pedro Fajardo y Pimentel, Marqués de Los Vélez, ocupó Tortosa, y en diciembre, después de la batalla de Cambrils, la ciudad de Tarragona, avanzando en dirección a Barcelona. El 12 de enero, las tropas de Josep Margarit sorprendieron a la guarnición de Constantí y liberaron a los prisioneros catalanes encerrados en el castillo. El 17 de enero de 1641, después de la derrota en la batalla de Martorell y ante la alarmante penetración del ejército castellano, Pau Claris al frente de la Generalidad de Cataluña, proclamó la República Catalana, con la adhesión de la burguesía urbana descontenta por la presión fiscal, acordando una alianza político-militar con Francia. Para obtener la ayuda, se ponía Cataluña bajo la obediencia de Luis XIII de Francia. Pocos días después, con la ayuda del ejército francés, la Generalidad obtuvo una importante victoria militar en la batalla de Montjuic (26 de enero de 1641), y las tropas castellanas se retiraban a Tarragona.
Poco después moría Pau Claris, y la difícil situación local e internacional llevó a la Generalidad a proclamar conde de Barcelona y soberano de Cataluña al rey Luis XIII, y el inicio de una ofensiva para recuperar todo el territorio catalán.
El 4 de mayo de 1641 el ejército francés de Henri d'Escoubleau de Sourdis se presentó ante Tarragona e inició el bloqueo de la ciudad con las tropas de tierra de Philippe de La Mothe-Houdancourt. Durante los meses de mayo y junio se luchó en los alrededores de Tarragona; el Fuerte de Salou cayó ante los franceses el 9 de mayo.

## La batalla
A las 10 de la mañana del 13 de mayo se iniciaba el ataque francés a la villa de Constantí, iniciado con tres horas de fuego de artillería que hizo rendir la guarnición, que se refugió en Tarragona. 

## Consecuencias
Constantí se convertiría en la base de operaciones del Sitio de Tarragona. Josep Margarit i de Biure con sus tropas catalanas venció la batalla de El Catllar el 10 de junio contra las fuerzas salidas de Tarragona con el fin de recoger forraje. Los 4 y 5 de julio, el grupo francés que bloqueaba Tarragona sostuvo un combate naval con el de García de Toledo, marqués de Fernandina. El 20 de agosto, cuando la plaza estaba a punto de rendirse, llegó a las aguas tarraconenses el grupo filipista del duque de Maqueda, superior al francés, que optó por retirarse a Barcelona. Este hecho permitió aprovisionar la ciudad y provocó la retirada del mariscal La Mothe a Valls.
Con todo, las fuerzas francesas continuaron rodeando Tarragona con las guarniciones de Constantí, Salou, Villaseca, Tamarit, Altafulla y Torredembarra. Las tropas francesas y catalanas intentaron consolidar el dominio sobre las tierras de poniente y el sur de Cataluña asediando de nuevo Tarragona, atacando Monzón, defendiendo Lérida y finalmente intentando recuperar Tortosa.
- Datos: Q8244135